# Franklin Brown
Franklin Brown (eigentl.: Franklin Kroonenberg, * 11. März 1961 in Rotterdam) ist ein niederländischer Sänger.

## Leben und Wirken
Zusammen mit der Sängerin Maxine gewann er die niederländische Vorauswahl zum Eurovision Song Contest 1996. Beim Contest in Oslo erreichte das Duo mit ihrem Schlager De Eerste Keer dann den siebten Platz. Das Duo trennte sich nach dem Contest. Brown gründete eine eigene Künstleragentur namens F.B. eye Productions.
Im Jahr 2007 erschien mit Steeds Weer noch einmal eine Single von dem Schlager-Duo. Brown ist auch als Jazz-Sänger aktiv.